# William Hague
William Jefferson Hague, Barón Hague de Richmond, (Rotherham,  26 de marzo de 1961) es un político británico. Miembro del Partido Conservador del que fue líder entre junio de 1997 y septiembre de 2001. El 12 de mayo de 2010 fue nombrado  Ministro de Asuntos Exteriores durante el Gobierno liberal-conservador de David Cameron.  Desde el 14 de julio del 2014 hasta marzo de 2015 fue líder de la Cámara de los Comunes, el tercer cargo más importante del gobierno parlamentario.

## Biografía
Hague nació en Rotherham, Yorkshire del Sur. Estudió en el Magdalen College, Universidad de Oxford. Contrajo matrimonio con Ffion Jenkins en diciembre de 1997.

## Carrera política
En 1989 fue nombrado miembro de la Cámara de los Comunes por el distrito de Richmond, Yorkshire. Es considerado muy hábil en los debates parlamentarios y en 2001 ganó un premio al parlamentario del año.
En 1997 fue nombrado líder del Partido Conservador y se convirtió en uno de los líderes más jóvenes en la historia del partido. Es considerado como derechista y admirador de la antigua primera ministra Margaret Thatcher. Dimitió después de las elecciones de 2001, en que su partido perdió ante el laborista de Tony Blair.
En febrero de 2011 aseguró que Gaddafi había viajado a Venezuela como consecuencia de las revueltas en Libia. Más tarde, su aseveración se demostró que era falsa.

## Ministro de Exteriores de Gran Bretaña
A mediados de agosto de 2012 anunció que Julian Assange, de Wikileaks, no obtendría seguridad en la Embajada de Ecuador de Londres,  sino que sería extraditado a Suecia.
En febrero de 2012 , Hague anunció en una entrevista en la BBC «la creciente voluntad de contemplar» como terrorismo diversas acciones de Irán. Citó el intento de asesinar Adel al Jubeir, entonces embajador saudí en los Estados Unidos.